# Roseraie de Saverne

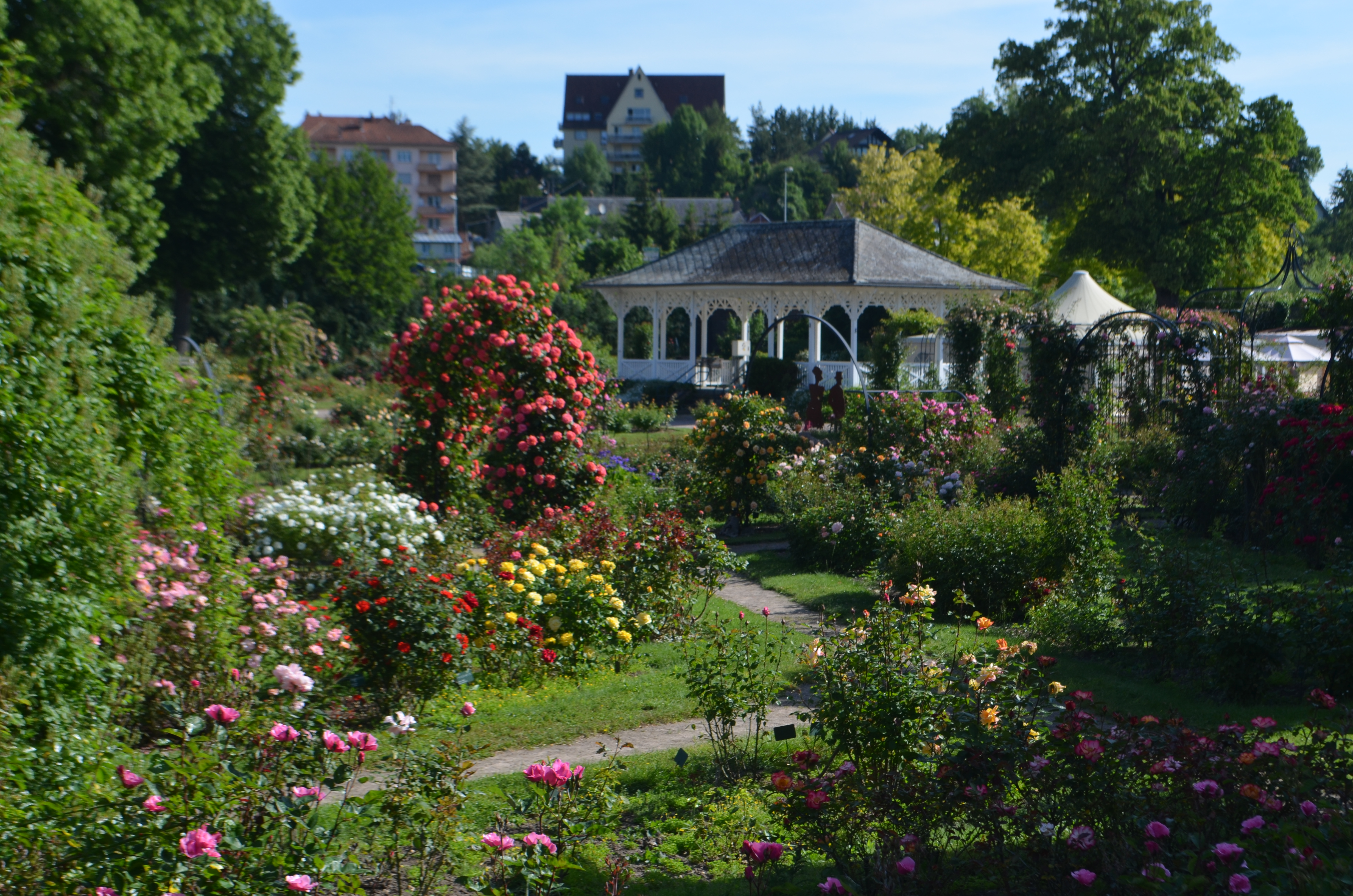
Roseraie de Saverne

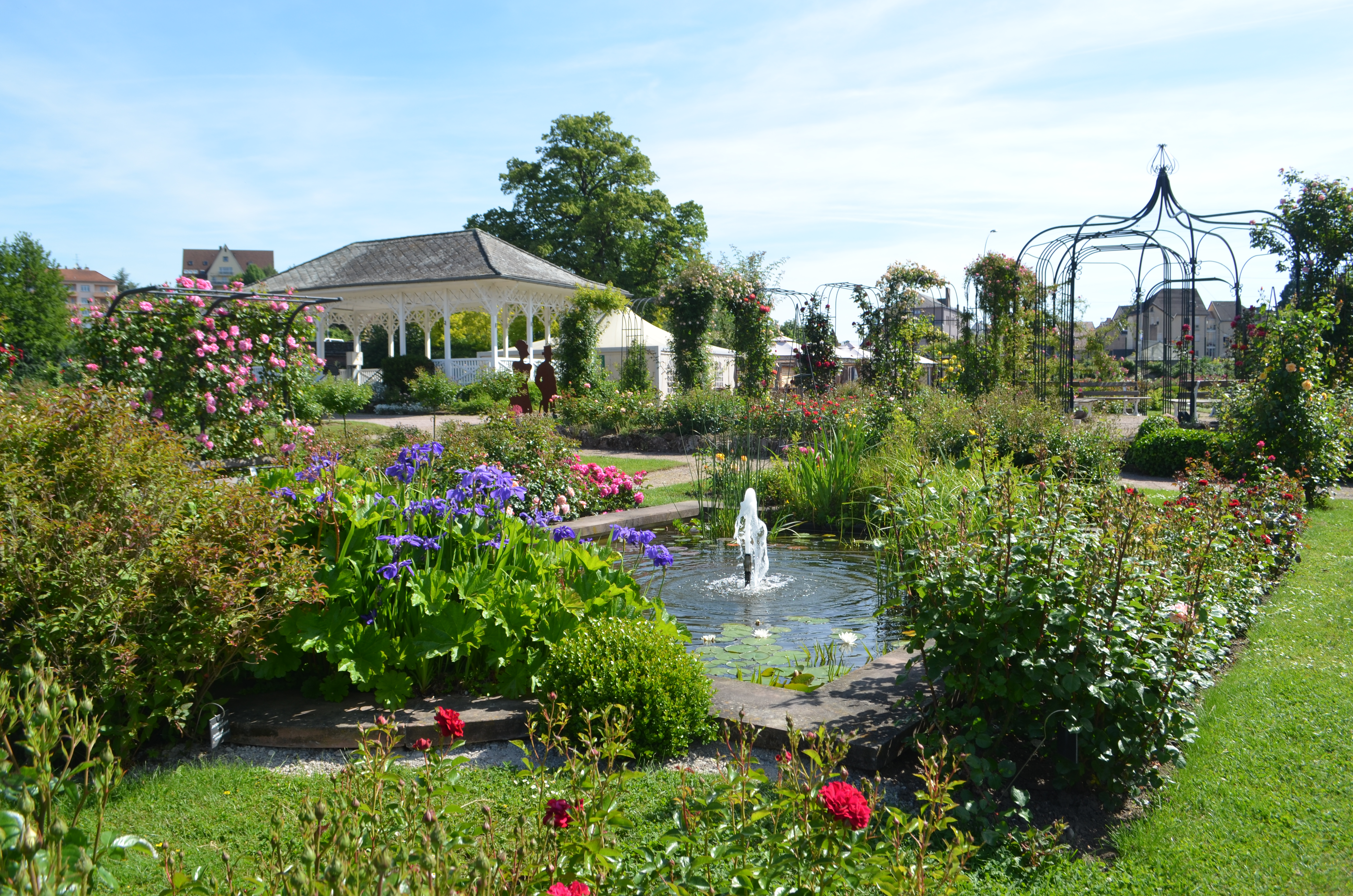
Roseraie de Saverne

Das Roseraie de Saverne ist ein Rosarium in Zabern im Elsass. Zabern bezeichnet sich auch als Rosenstadt.

## Geschichte
Das Rosarium wurde 1898 gegründet. Die Initiative ging von dem Rosenzüchter Louis Walter aus, der in diesem Jahr den Trägerverein „Amis des Roses“ gründete. Sein Denkmal befindet sich auf dem Gelände des Rosariums. Bereits im ersten halben Jahr stieg die Zahl der Mitglieder von 25 auf 90. 1911 erfolgte die erste Erweiterung des Parks. Im gleichen Jahr wurden Stadt und Park durch den Flugpionier Léon Leconte überflogen. Auch Leconte ist ein Denkmal im Park gewidmet. Zum 25-jährigen Jubiläum hatte der Verein 2000 Mitglieder und es wurde der erste  Blumenkorso und internationaler Rosenwettbewerb durchgeführt. Der  Rosenwettbewerb wird bis heute (2022) jährlich durchgeführt. Am Festzug nahmen mehr als 30.000 Besucher teil. 1931 besuchte Präsident Raymond Poincaré das Rosarium. 2003 wurde das Rosarium durch die „Fédération Mondiale des Sociétés de la Rose“ ausgezeichnet.
Seit 2004 ist das Rosarium in der Trägerschaft der Stadt. Der Verein besteht als Förderverein weiter.

## Der Park
Der Park wurde vom Trierer Rosenzüchter Peter Lambert geplant (Zabern gehörte damals zum Reichsland Elsass-Lothringen). Er befindet sich südlich des Flusses Zorn in einer Senke, wenige Meter unterhalb der Straße Route de Paris, die den Park nach Osten begrenzt. Durch die tiefe Lage ergeben sich an den Rändern des Parks Hanglage, die mit niedrigen Rosen bewachsen sind. Im Mittelpunkt des Parks befindet sich ein klassizistischer Pavillon, der für Veranstaltungen genutzt wird. Der Park zeigt etwa 8500 Rosen, die sich auf 550 Sorten verteilen.

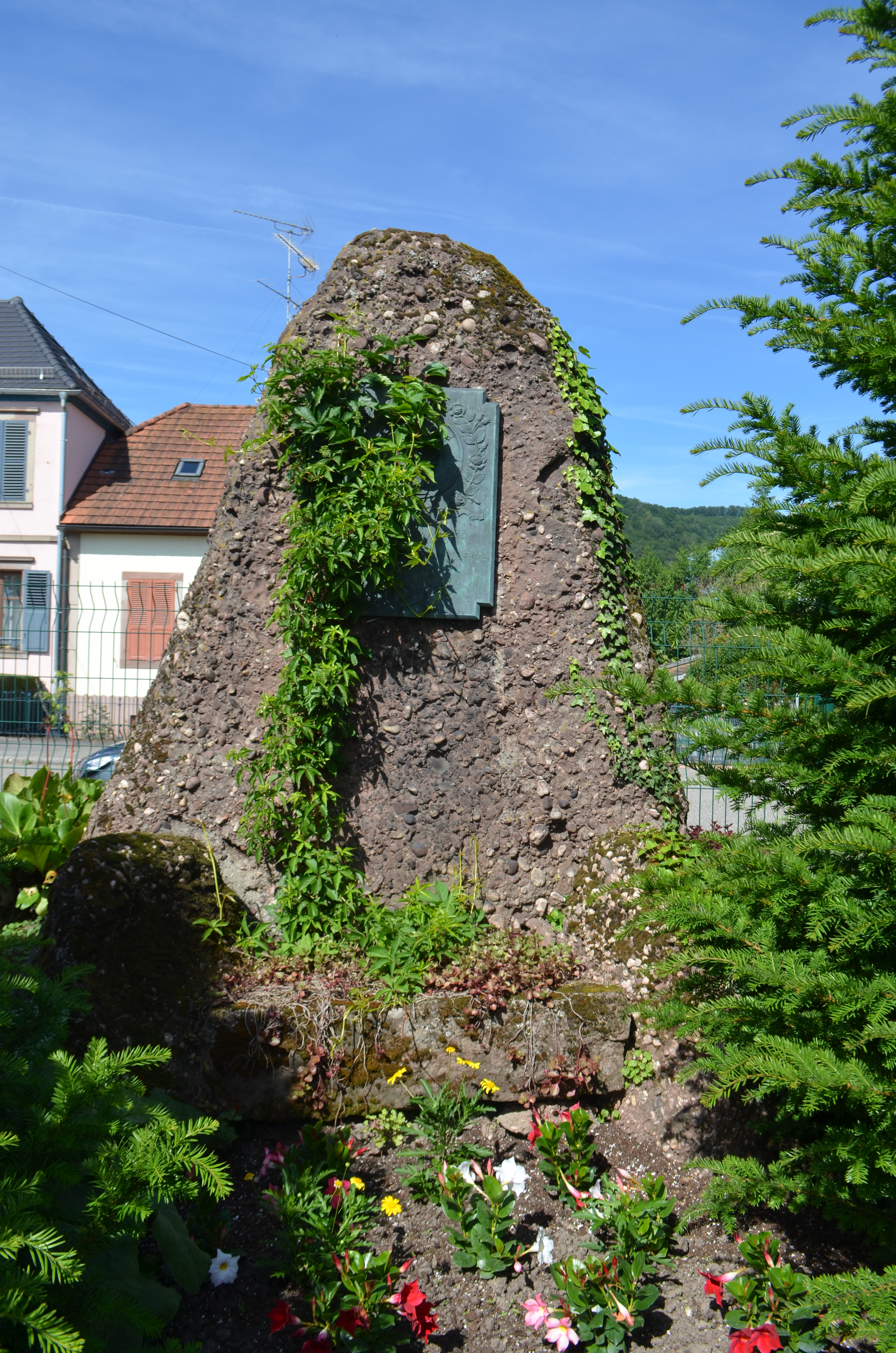
Denkmal für Louis Walter
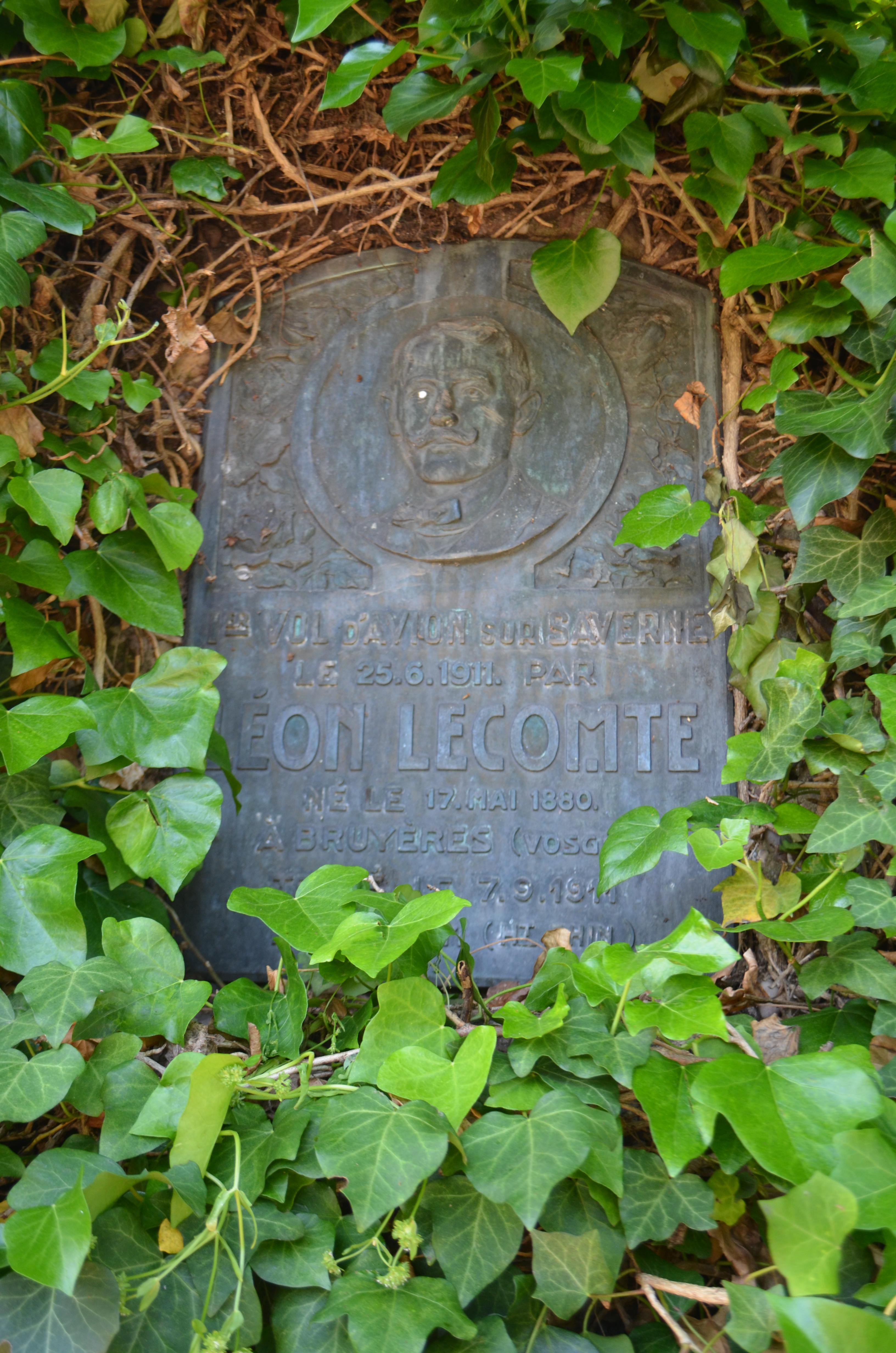
Denkmal für Léon Leconte
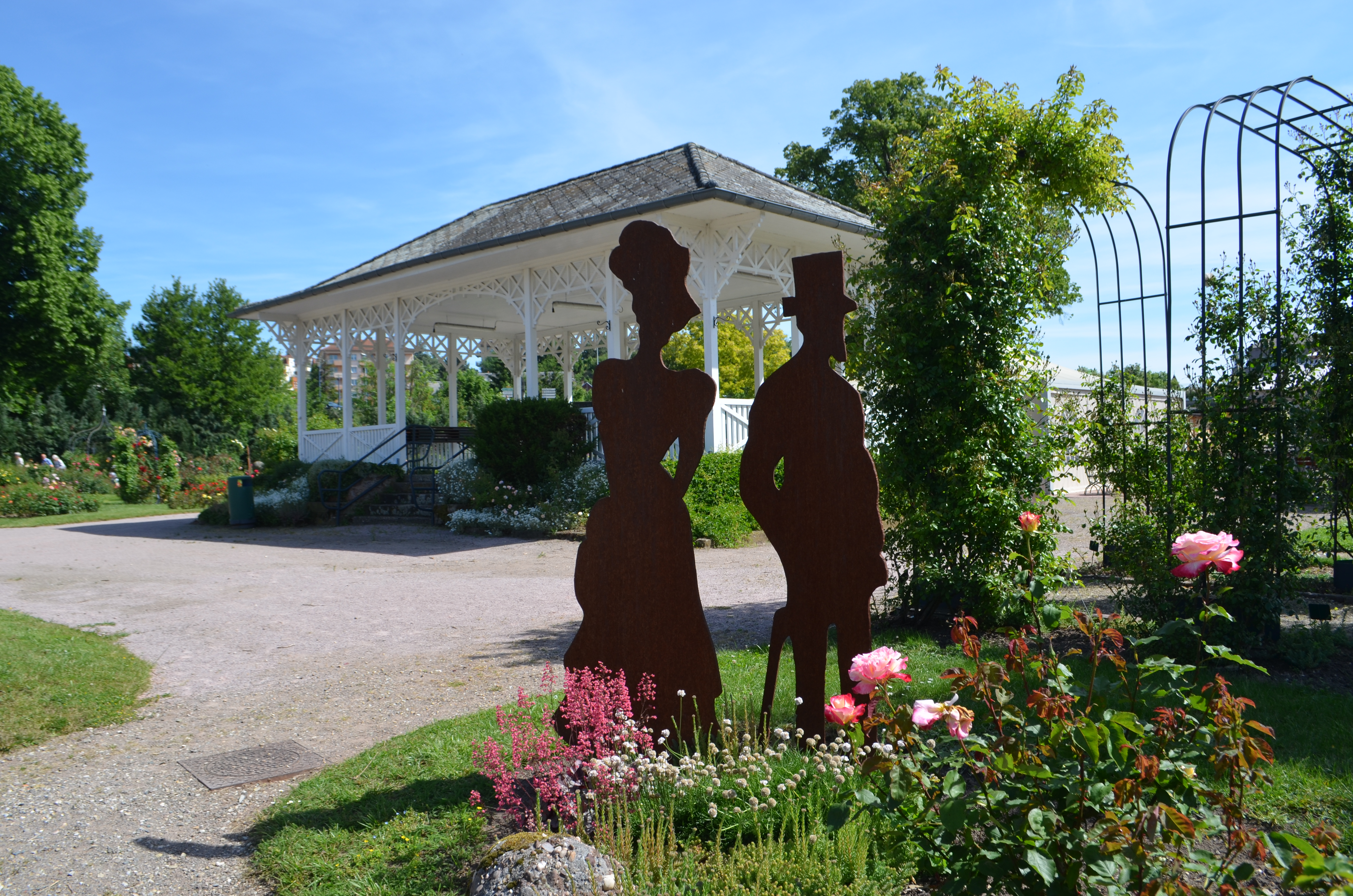
Impressionen aus dem Rosarium
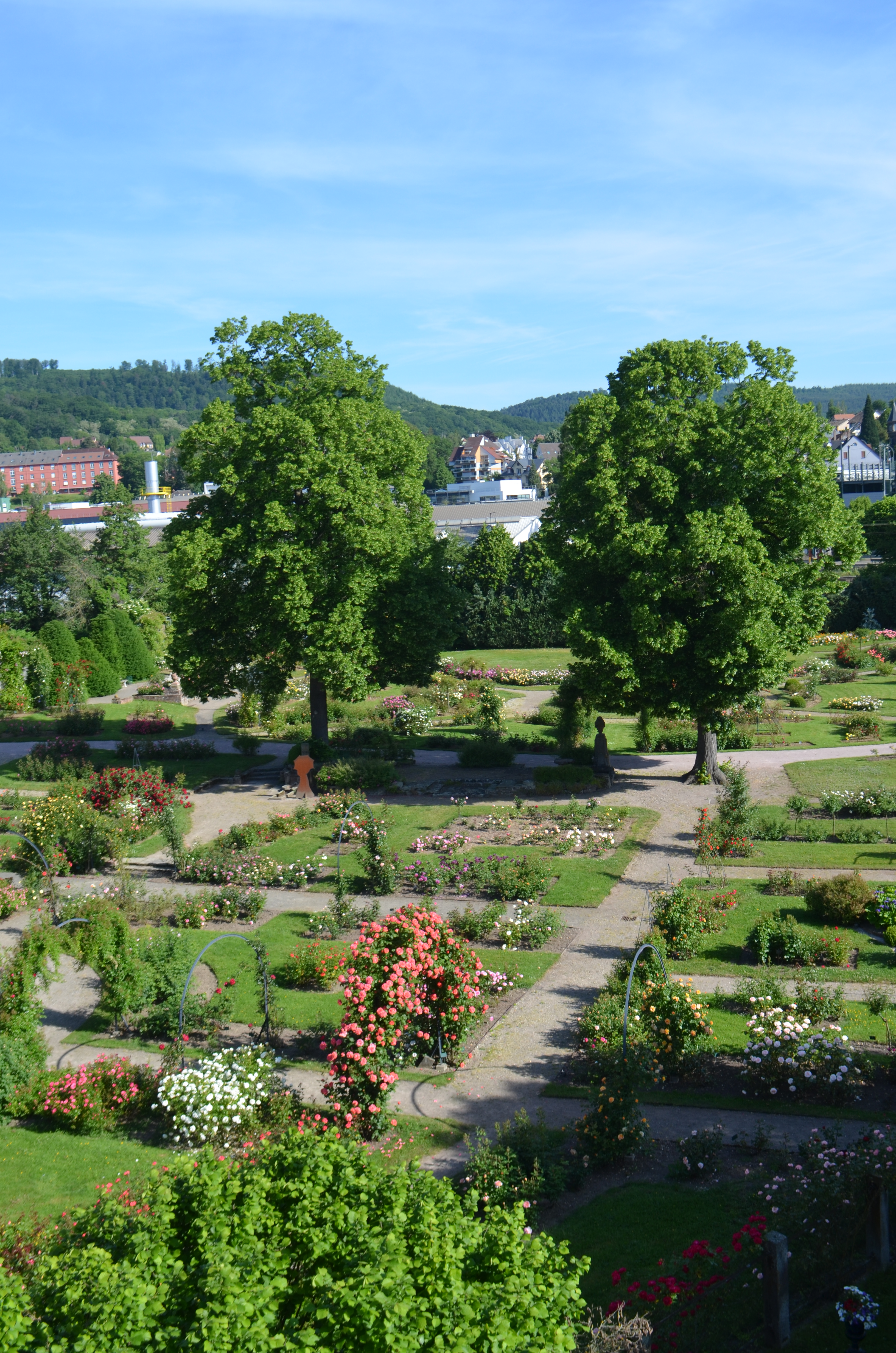
Impressionen aus dem Rosarium
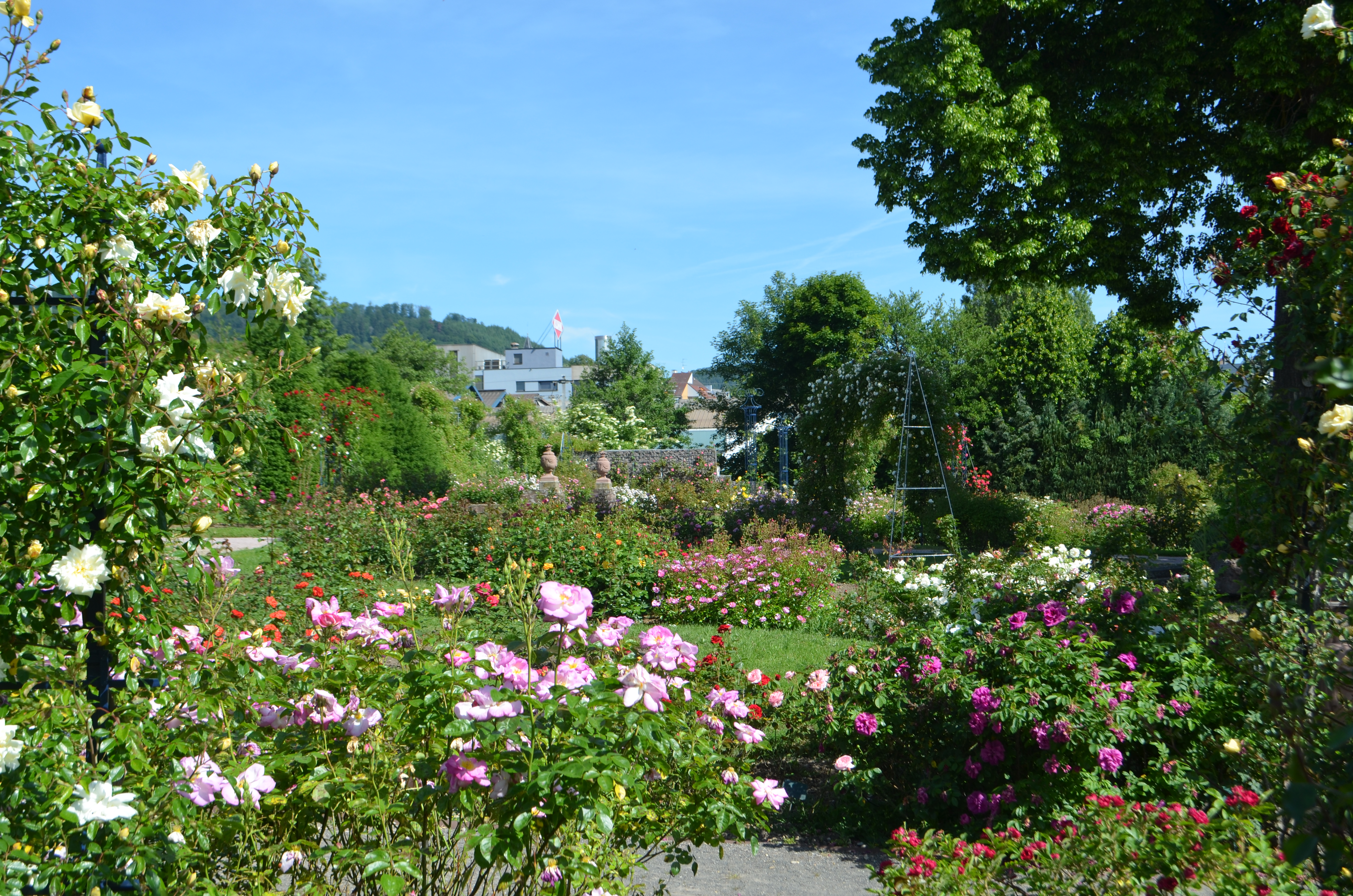
Impressionen aus dem Rosarium